# 美丽双盖蕨
美丽双盖蕨（学名：Diplazium bellum）也称美丽短肠蕨，为蹄盖蕨科双盖蕨属下的一个种。